# Markusplatz
Der Markusplatz (italienisch Piazza San Marco, venetisch Piasa San Marco) ist der bedeutendste und bekannteste Platz in Venedig.
Der Markusplatz ist 175 m lang und bis zu 82 m breit und ist der einzige Platz der Stadt, der die Bezeichnung piazza trägt. Die anderen Plätze Venedigs werden campi genannt (von ital. campo ‚das Feld‘), da sie ursprünglich nicht gepflastert waren. Alfred de Musset nannte den Markusplatz den „Salon Europas“. Der Platz, der sich im Stadtsechstel San Marco befindet, ist geprägt von der Fassade des Markusdoms (Basilica di San Marco) und seinem Campanile und wird umschlossen von den alten und neuen Prokuratien. In der Verlängerung durch die sogenannte Piazzetta reicht er bis vor den Dogenpalast und öffnet sich dort zum Wasser, dem Bacino di San Marco, mit dem Beginn des Canal Grande. Vor der Markuskirche befinden sich seit 1480 drei Schiffsmasten, an denen an Sonn- und Feiertagen das Markus-Banner weht.
Da sich der Platz nur wenig über den Meeresspiegel erhebt, wird er bei Hochwasser immer wieder überflutet. Der Platz ist, wie nahezu die gesamte Innenstadt, eine einzige große Fußgängerzone. Der „schönste Festsaal Europas“, wie Napoleon ihn nannte, wird von Touristen, Fotografen und Tauben bevölkert.

## Geschichte
Die Topographie des Platzes, wie sich im frühen Mittelalter darstellte, ließ sich ansatzweise rekonstruieren. Die Küste verlief demnach weiter nördlich, also näher am Dogenpalast, wobei das Gebiet des Molo mindestens bis ins 13. Jahrhundert einen flach abfallenden Küstensaum darstellte. Darüber hinaus erwies sich ein bei der Biblioteca Marciana 1888/89 entdeckter Kanal, der Rio Batario, als ein bis zu seiner Zuschüttung im 12. Jahrhundert quer über den Platz verlaufender Wasserweg. Untersuchungen unter der Bibliothek und unter dem Platz förderten Siedlungsspuren ab der 2. Hälfte des 7. Jahrhunderts zutage.
Der Platz stammt aus dem 9. Jahrhundert, als vor einer bescheidenen Markus-Kirche eine kleine Freifläche entstand. Seit dieser Zeit war er der Ort für die Ankündigungen und Staatsakte der Stadtverwaltung (siehe: Doge) wie auch für die zahlreichen Feste der Bevölkerung, beispielsweise des Karnevals von Venedig.

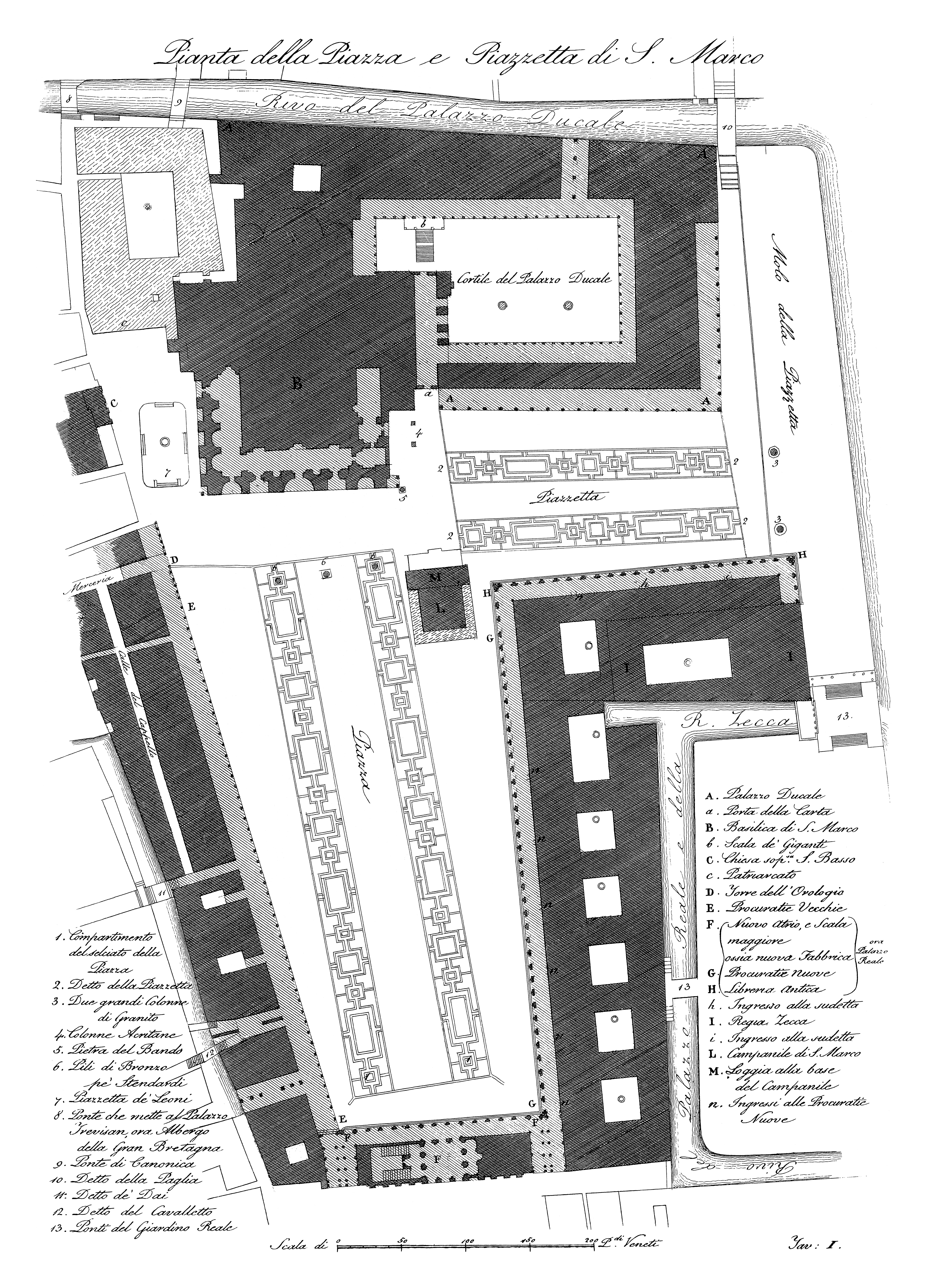
Plan des Markusplatzes von 1831; gegenüber dem damaligen Zustand hat sich bis heute fast nichts geändert

Der Marktplatz in seiner heutigen Form ist das Ergebnis zeitlich weit auseinander liegender städtebaulicher Maßnahmen zwischen 1200 und 1600.
Begonnen wurde 829 mit der Errichtung einer kleinen Grabeskirche für die Gebeine des Heiligen Markus unter dem 11. und 12. Dogen. Nach der Legende waren die Gebeine des Evangelisten aus Alexandria (Ägypten) nach Venedig entführt worden. Für sie wurde in unmittelbarer Nachbarschaft zu einem vorhandenen Dogenkastell an der Stelle des heutigen Dogenpalastes eine Kirche errichtet. 976 brannten Kastell, Kirche und rund 300 Häuser vollständig ab. Der dadurch entstandene Freiraum wurde von dem Dogen Pietro I. Orseolo für eine Neuordnung des Areals genutzt.
Seine jetzige Größe erhielt er nach 1156 durch Zuschüttung des Flusslaufes des Rio Batario im Westen und einer Schiffsanlegestelle, die sich zwischen Platz und Dogenpalast befand. Zwischen 1172 und 1178 wurde er unter dem Dogen Sebastiano Ziani nach Westen erweitert und er zeigte sich schon 1177, als Kaiser Friedrich I. die Stadt besuchte, als repräsentatives Zentrum der Stadtrepublik. Ab 1267 war der Platz gepflastert. 1340 wurde der Neubau des Dogenpalastes beschlossen, der nach dem verheerenden Brand von 1577 in seiner alten Form wiederaufgebaut wurde. Der heutige Umriss von Piazza und Piazzetta wurde erst durch die Bauten des 16. Jahrhunderts endgültig festgelegt.
Seit 1722 ist der Platz von einem Pflaster aus Trachyt nach einem Entwurf von Andrea Tirali bedeckt, wobei dem dunkleren Untergrund ein helleres geometrisches Muster beigegeben ist, das den Platz länger erscheinen lässt. Davor war er, ähnlich der Piazza del Campo in Siena, mit einem fischgrätartig verlegten Ziegelpflaster bedeckt, das man noch auf den Gemälden von Canaletto und Bellini sehen kann.

## Gebäude
Beginnend am Canal Grande befinden sich, gegen den Uhrzeigersinn, folgende Gebäude am Platz: der Dogenpalast, die Porta della Carta (das Verbindungsglied zum anschließenden Markusdom), der Uhrenturm, die Procuratie Vecchie, der napoleonische Flügel der Prokuratien, die Procuratie Nuove, der Campanile mit der Loggetta und die Biblioteca Marciana.

### Porta della Carta
Das Torhaus zum Dogenpalast (ital. Palazzo Ducale), die Porta della Carta, wegen seiner einst üppigen Vergoldung auch porta aurea genannt, wurde zwischen 1438 und 1442 unter der Leitung von Giovanni und Bartolomeo Buon erbaut. Sie öffnet den Zugang zur Scala dei Giganti, wo das prunkvolle Schauspiel der Dogenkrönung inszeniert wurde. Die Skulptur des Auftraggebers Francesco Foscari befindet sich über dem Portal. Der Doge kniet vor Venedig, dargestellt durch den geflügelten Markuslöwen.

### Uhrturm

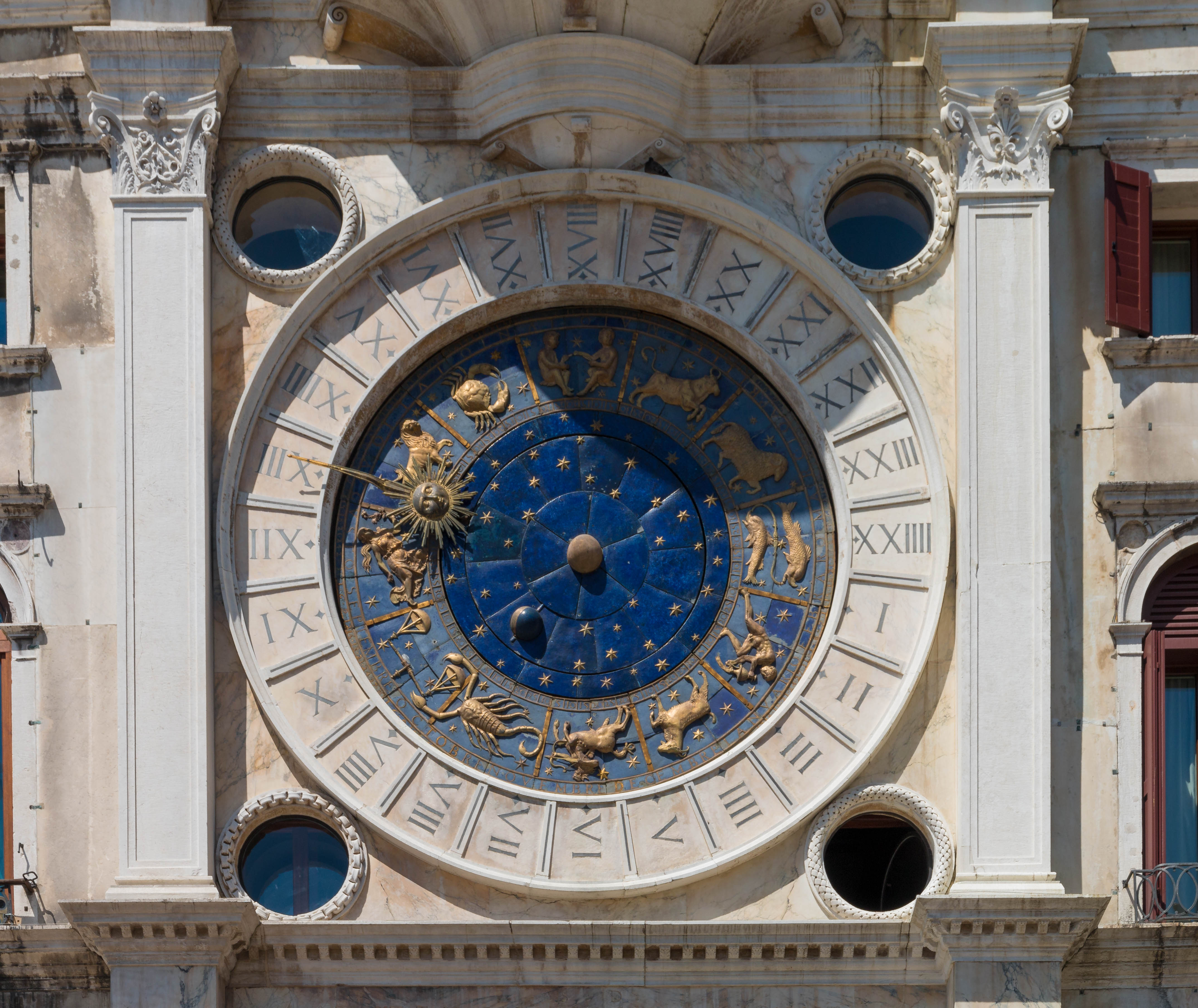
Die astronomische Uhr des Torre dell’Orologio im Detail

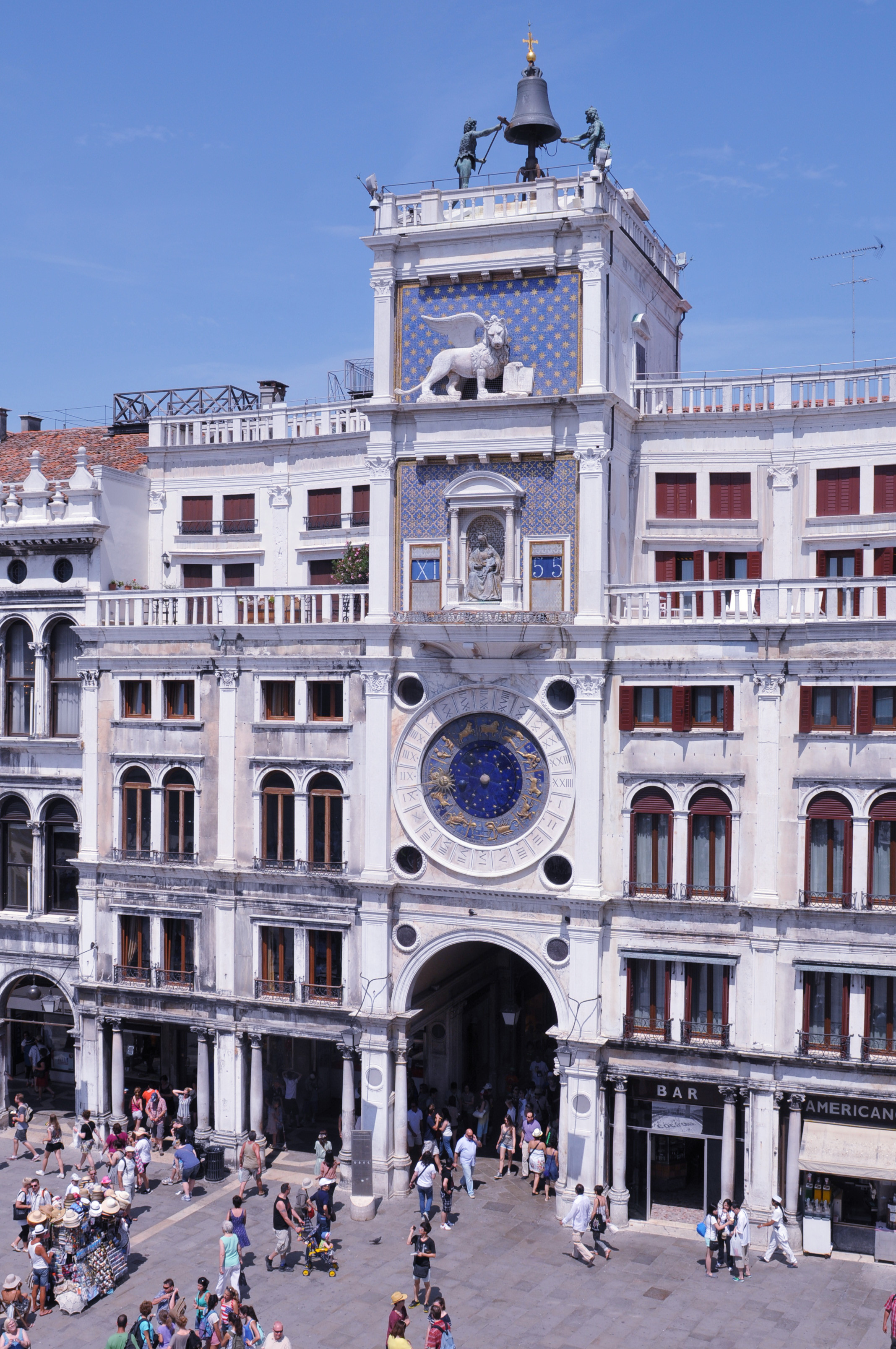
Torre dell’Orologio

Der Uhrturm (Torre dell’Orologio) selbst wurde zwischen 1496 und 1499 von Mauro Codussi errichtet, die angrenzenden Flügelbauten (1502–1506) stammen von Pietro Lombardo und wurden 1755 von dem Architekten Giorgio Massari mit einem dritten Geschoss aufgestockt. Die astronomische Uhr mit ihrem Zifferblatt aus Lapislazuli zeigt die Mond- und Sonnenphasen und die Tierkreiszeichen an. Zwei riesige Figuren aus Bronze schlagen auf einer Bronzeglocke die Stunden an.
Städtebaulich wird durch den Turm die Einmündung zur Merceria betont, andererseits ist er Endpunkt einer von der Seeseite des Platzes geführten Blickachse, die Piazza und Piazzetta optisch verbindet.
Im Prince-Alfred-Courtyard des Großmeisterpalastes in Valletta befindet sich an einem Turm mit der Pinto-de-Fonseca-Uhr eine dem venezianischen Original nachempfundene Uhr mit Glockenspiel. Das Glockenspiel diente später dem des Leipziger Krochhochhauses (1927/28) als Vorbild.

### Prokuratien
Nord-, Süd- und Westseite des Platzes werden eingefasst von den Prokuratien, ehemaligen Verwaltungsgebäuden der Republik. Die alten Prokuratien im Norden wurden nach dem Brand eines Vorgängerbaus ab 1514 unter der Leitung von Bartolomeo Buon errichtet. Die neuen Prokuratien wurden ab 1583 unter der Leitung von Vincenzo Scamozzi und von 1616 bis 1640 unter Baldassare Longhena erbaut. Der früher rechteckige Platz erhielt jetzt seine trapezartige Form. Der Verbindungsriegel an der Westseite – ala napoleonica – ist ein Bau des 19. Jahrhunderts. Auf Veranlassung der französischen Besatzungsmacht war die zuvor dort den Platz abschließende Kirche San Geminiano mit der Fassade von Sansovino abgebrochen worden, um Raum für einen an die Architektur der Prokuratien angepassten Neubau zu schaffen. Dieser enthält einen großen Ballsaal, heute Teil des Museo Correr. Die Prokuratien beherbergen daneben das Archäologische Museum Venedigs.
Im Erdgeschoss der Gebäude findet man kleine Läden und Cafés, darunter die beiden berühmtesten Cafés Venedigs, das Gran Caffè Quadri, Lavena und das Caffè Florian, eröffnet im Jahr 1683 und damit das älteste Caféhaus Europas.

### Campanile

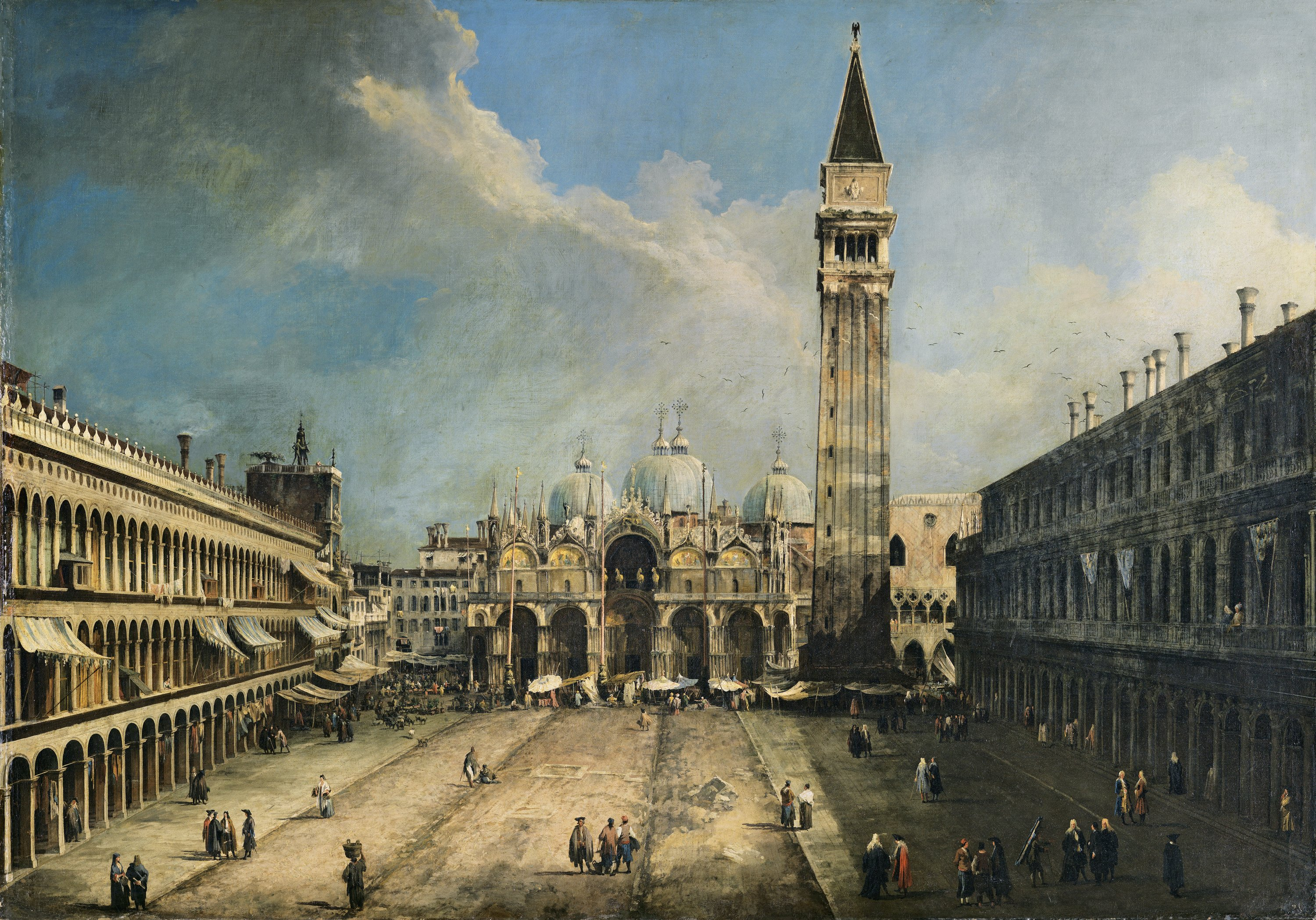
Piazza San Marco, Campanile (Gemälde von Canaletto, vor 1723)

Der freistehende Markusturm ist der Campanile, der Glockenturm der Kirche San Marco. Der Ziegelbau mit den für Venedig charakteristischen Bauteilen aus hellem istrischem Stein wurde auf einem älteren Fundament errichtet und im 12. Jahrhundert vollendet. Er diente den Seefahrern als festes Landzeichen und konnte bei Bedarf in der Nacht durch ein Feuer als Leuchtturm dienen. Der Turm wurde durch Erdbeben oder den Ausbruch von Feuer mehrmals beschädigt. Nach 1500 wurde das Obergeschoss des Turms nach der Zerstörung durch einen Blitzschlag mit einem pyramidenartigen Helm bekrönt, auf dem eine Figur aus vergoldetem Kupfer des Erzengels Gabriel errichtet wurde. Daraufhin nahm die Anzahl der Blitze, die den Turm trafen, zu, bis schließlich 1776 ein Blitzableiter installiert wurde. Am 14. Juli 1902 fiel der Turm in sich zusammen, ohne einen Menschen zu verletzen; anschließend wurde er in seiner alten Form, also als Rekonstruktion wieder vollständig aufgebaut: dov’era e com’era‚ wo und wie er war‘.

### Loggetta

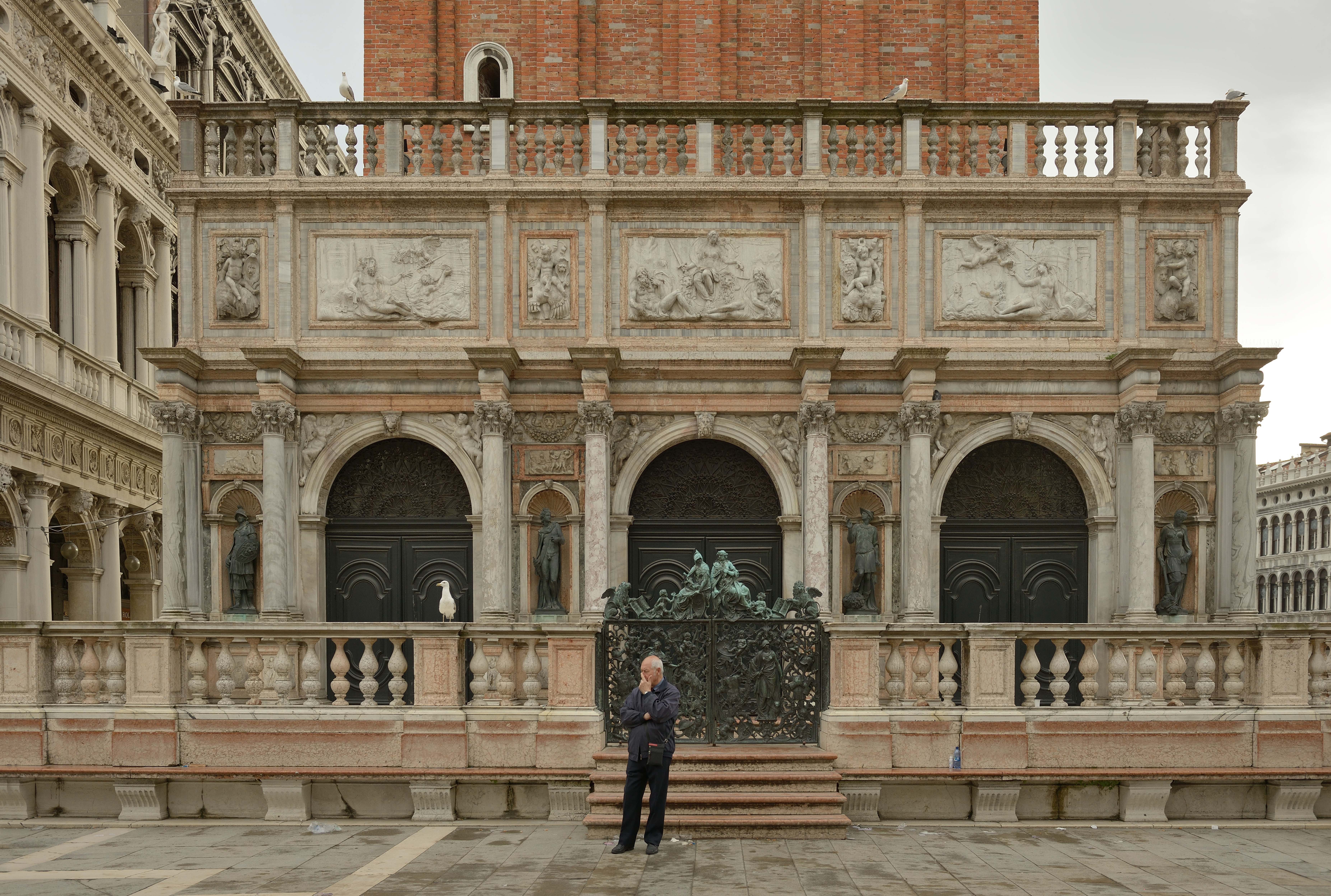
Loggetta

Die Loggetta am Fuß des Campanile wurde zwischen 1537 und 1540 von Sansovino errichtet. Sie diente den Patriziern der Stadt als Versammlungsort. In den Reliefs und den Skulpturen wird die Republik Venedig mit all ihren Tugenden – Geschicklichkeit im Krieg und beim Handel, politische Eintracht, Redegewandtheit ihrer Protagonisten – verherrlicht und ihre Friedensliebe und die besondere Protektion durch den Evangelisten Markus dargestellt. Beim Einsturz des Campanile wurden Teile ihres Figurenschmucks zerstört.

### Biblioteca Marciana
Das Gebäude der Biblioteca Marciana wurde von Sansovino an die neuen Prokuratien angebaut, es verbindet architektonisch die Piazzetta mit dem Markusplatz.

### Olivetti-Ausstellungsraum
Olivetti ließ von 1957 bis 1958 von dem Venezianer Carlo Scarpa einen Ausstellungsraum am Markusplatz Nr. 101 errichten. 2006 wurde dieser Shop durch das Unternehmen restauriert und mitsamt den ausgestellten Produkten als Museum in die 1950er Jahre zurückversetzt.

## Piazzetta

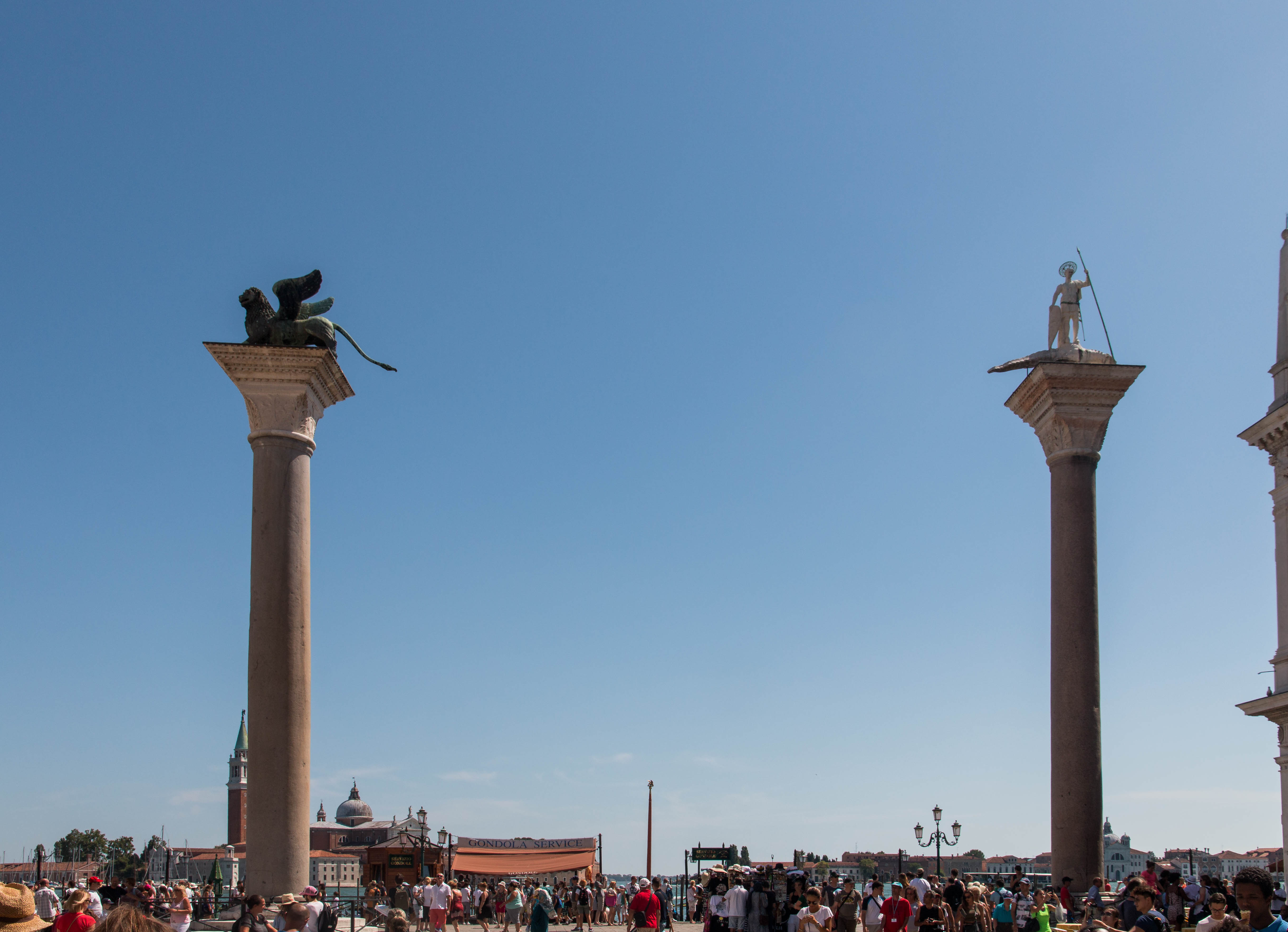
Die Monolithsäulen heute

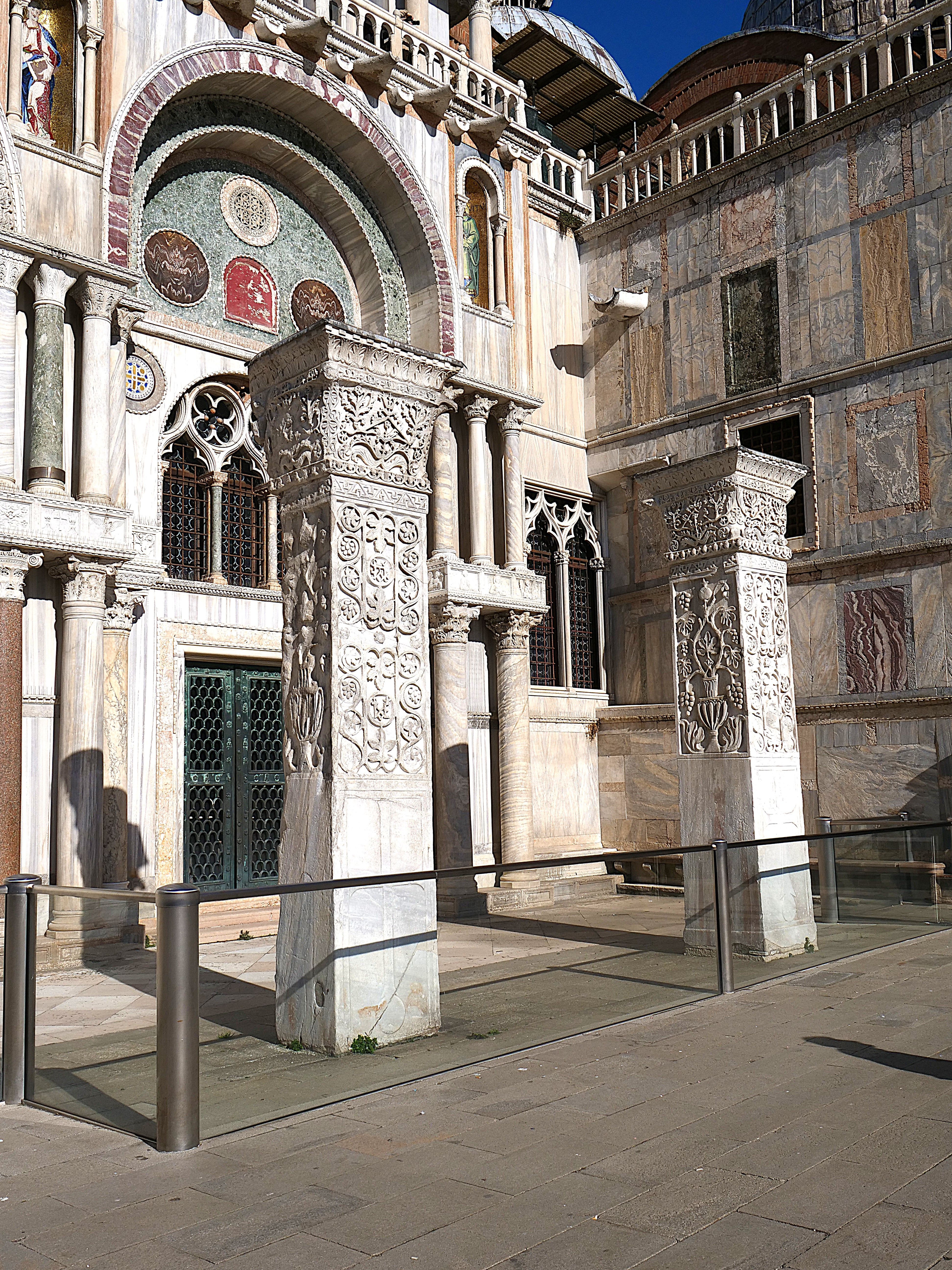
Ornamentpfeiler als Herrschaftssymbole zwischen Dogenpalast und Markusdom

Der vom übrigen Platz etwas abgesetzte Teil zwischen Dogenpalast, Biblioteca Marciana und der Lagune wird Piazzetta San Marco genannt. Die Piazzetta (kleiner Platz, von italienisch piazza, „Platz“) wird von den beiden Säulen dominiert, die Venedigs Stadtheiligen Markus (Marco) und Theodorus (Todaro) gewidmet sind; auf den Säulen befinden sich daher der Markuslöwe bzw. die San-Todaro-Statue (mit Todaro auf einem Krokodil posierend). Hier wurden Staatsgäste empfangen und Hinrichtungen durchgeführt, aber auch Glücksspieler gingen hier ihrem Geschäft nach.
Jenseits der durch den Canal Grande gebildeten Wasserfläche (hier als Bacino di San Marco) befindet sich die Punta della Dogana neben der von Baldassare Longhena errichteten Santa Maria della Salute. Außerdem steht hier das alte, 1678–1682 von Giuseppe Benoni errichtete Zollhaus Venedigs (Dogana da Mar), dessen Turm einen von Atlanten getragenen Erdball trägt (zu seiner ursprünglichen Bedeutung vgl. hier).

## Galerie

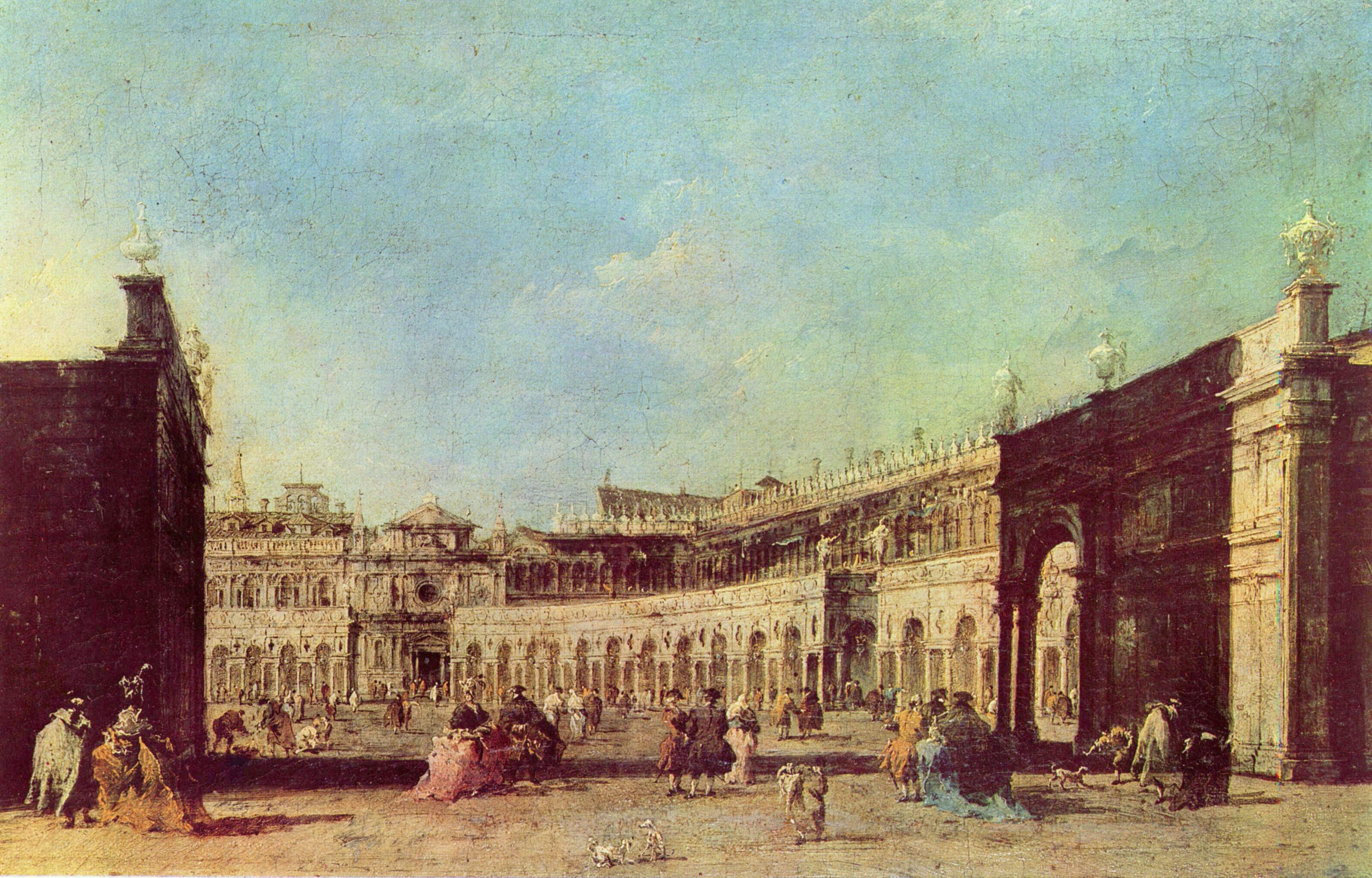
Markusplatz vor dem Abbruch der Kirche San Gemignano (Gemälde von Guardi, nach 1776/77)
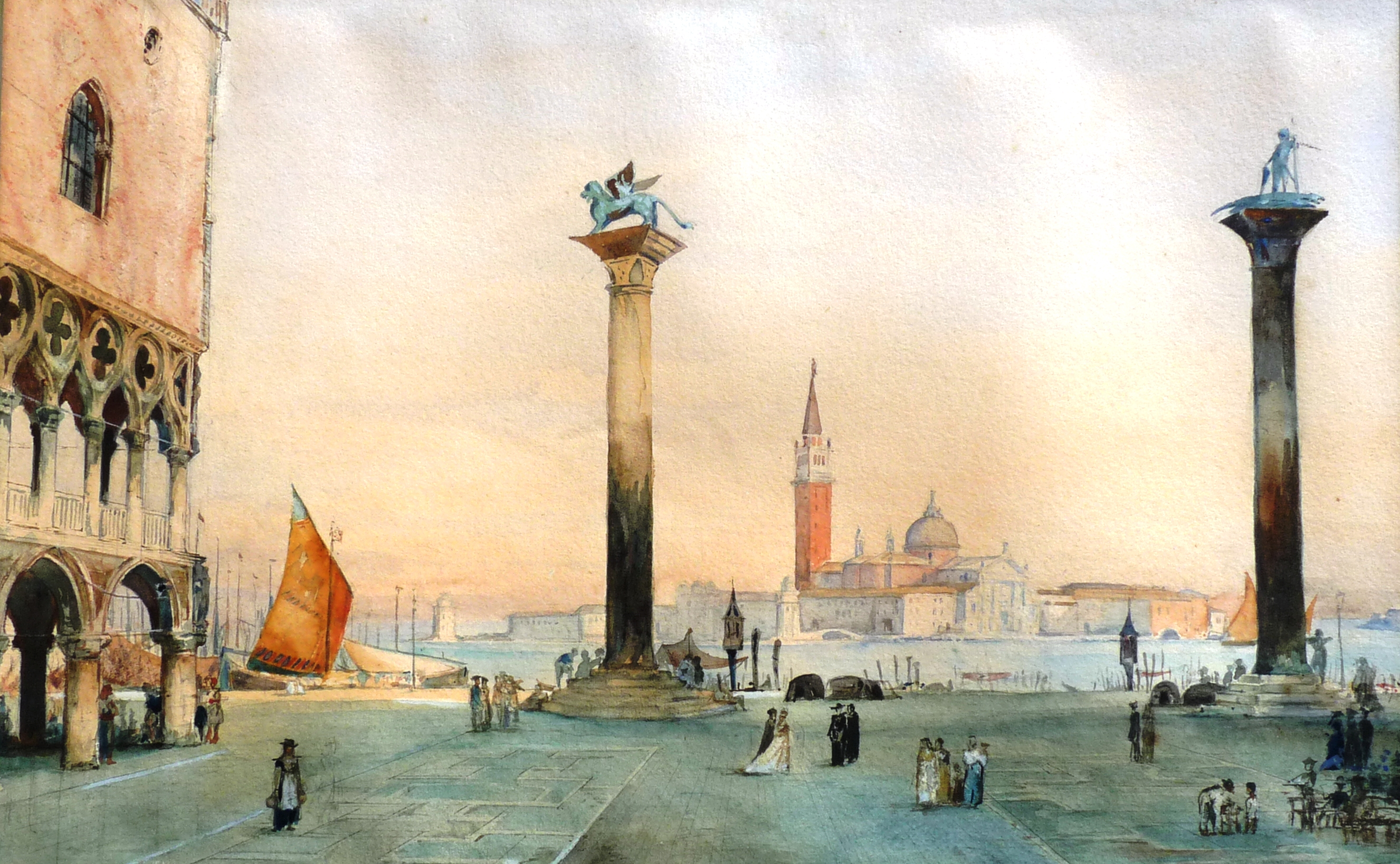
Die Piazzetta (Aquarell von Heinrich Ludwig Philippi, 1864)
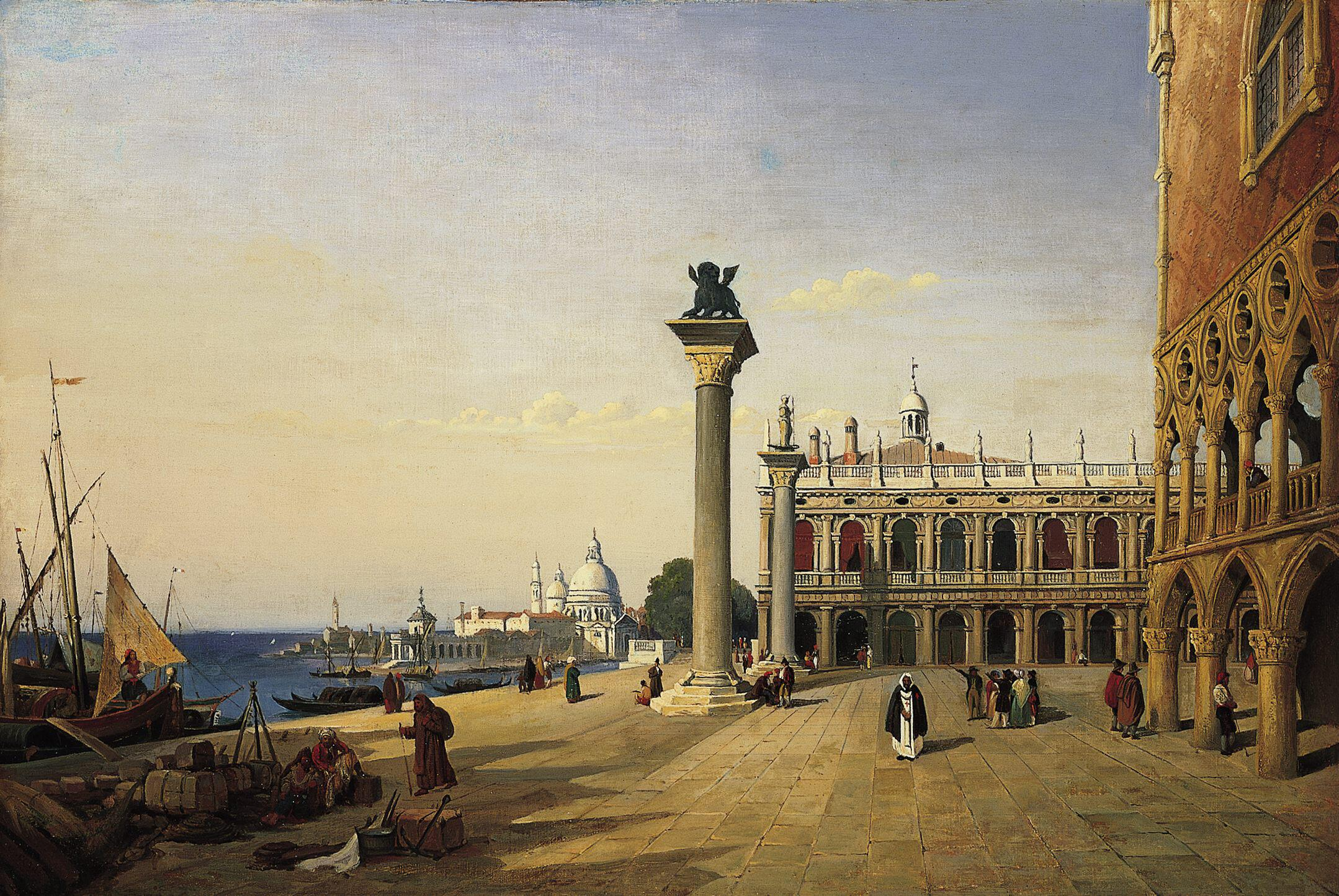
Die Piazzetta (Gemälde von Corot, 1835)